# Rally Cataluña de 1979
El Rally Cataluña de 1979, oficialmente 15º Rally Cataluña-10º Rally de las Cavas, fue la decimoquinta edición y la vigésima ronda de la temporada 1979 del Campeonato de España de Rally. Se celebró del 16 al 18 de noviembre.

## Clasificación final
| Pos.    | Piloto            | Copiloto              | Automóvil        | Tiempo  | Diferencia |
| General | General           | General               | General          | General | General    |
| ------- | ----------------- | --------------------- | ---------------- | ------- | ---------- |
| 1.      | Beny Fernández    | José Luis Sala        | Fiat 131 Abarth  | 3:52:44 | 0.0        |
| 2.      | Eduardo Balcázar  | Joan Martín           | SEAT 124-2100    | 3:59:42 | +6:58      |
| 3.      | Alfonso Marcos    | Antonio Altarriba     | SEAT 124-2100    | 4:02:20 | +9:36      |
| 4.      | José Luis Sallent | Jordi Puvil           | Opel Kadett GT/E | 4:08:24 | +15:40     |
| 5.      | Octavi Candela    | Víctor Sabater        | Opel Kadett GT/E | 4:08:59 | +16:15     |
| 6.      | Carlos Casanovas  | Juan Antonio Villalba | Ford Escort RS   | 4:11:35 | +18:51     |
| 7.      | Mariano Lacasa    | Guillermo Barreras    | Opel Kadett GT/E | 4:18:10 | +25:26     |
| 8.      | Juan Franquesa    | Ramón Brucart         | SEAT 124-1800    | 4:19:31 | +26:47     |
| 9.      | «Correcaminos»    | Domin                 | SEAT 124-1800    | 4:21:02 | +28:18     |
| 10.     | J. Canudas        | Codina                | Simca Rallye     | 4:21:04 | +28:20     |